# Nulmeridiaan

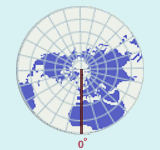
Een nullijn met nog 23 andere meridianen

De nulmeridiaan is van alle mogelijke meridianen diegene die als nullijn is aangewezen. Deze nullijn is van belang bij cartografie, navigatie en landmeetkunde, omdat ze samen met de evenaar de oorsprong geeft van geografische coördinaten voor plaatsbepaling op aarde. Waar de evenaar een geografisch vanzelfsprekende keuze is, aangezien deze haaks staat op de aardrotatie en precies in het midden tussen de polen ligt, is de keuze voor een bepaalde nulmeridiaan arbitrair en eerder politiek of praktisch dan geografisch bepaald.
In 1884 werd de Meridiaan van Greenwich gekozen als wereldwijd geldende nulmeridiaan, zij het dat in de praktijk meestal de IERS-referentiemeridiaan gehanteerd wordt, die daar iets van afwijkt.

## Introductie
Een meridiaan is een denkbeeldige lijn over het aardoppervlak, haaks op de evenaar, tussen noordpool en zuidpool. Het aantal meridianen is oneindig groot, maar slechts eentje daarvan is de nulmeridiaan. Elk geografisch coördinatensysteem heeft een nullijn en dus een ijkpunt nodig. Naar het noorden en zuiden telt men in breedtegraden, vanaf de evenaar, naar het oosten en westen in lengtegraden, vanaf de nulmeridiaan. Met deze twee eenheden (plus eventueel de hoogte) kan elke plaats op aarde eenduidig worden aangegeven in een stelsel van geografische coördinaten.
In de loop der eeuwen zijn er meerdere nulmeridianen, soms zelfs gelijktijdig, in gebruik geweest. De Oud-Griekse astronoom en geograaf Eratosthenes (derde eeuw v.Chr.) heeft zich als eerste beziggehouden met het berekenen van geografische lengte en breedte en hij hanteerde daarvoor een nullijn door Alexandrië. Daarna hebben vele cartografen en astronomen, maar ook politici, vorsten en andere belanghebbenden, gemeend er één te moeten aanwijzen. Het belang (of niet) van een specifieke nulmeridiaan is gelegen in de mate waarin hij gebruikt en geaccepteerd wordt. Aangezien het daarbij gaat om plaatsbepaling op de hele aarde is internationale ondersteuning doorslaggevend gebleken. Vanaf midden negentiende eeuw heeft men zich ingespannen voor het hanteren van een wereldstandaard en voor die rol werd niet lang daarna de meridiaan van Greenwich aangewezen.
De meridianen die ooit als nulmeridiaan fungeerden, worden in het Nederlands doorgaans niet met die term aangeduid, maar met de constructie "meridiaan van (Plaatsnaam)". Bij wetenschappelijke en technische systemen wordt heden ten dage de term "referentiemeridiaan" gebruikt.

## Opmeten van de aarde

Lijnen van lengte en breedte op een bol

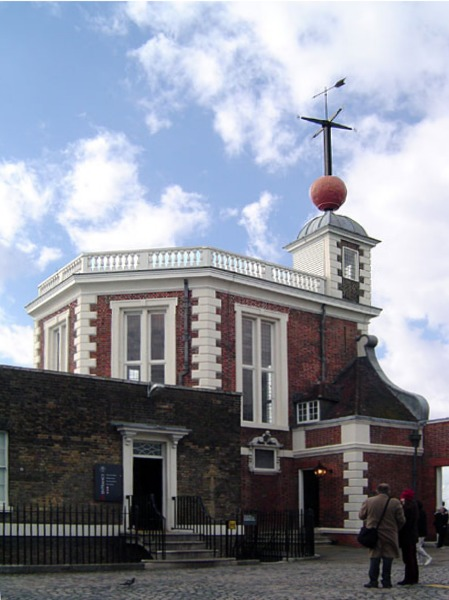
De rode bal van de sterrenwacht van Greenwich viel precies om één uur 's middags naar beneden, zodat schepen op de Theems hun chronometer gelijk konden zetten.

Voor geografische coördinaten wordt een stelsel van rechte lijnen als uitgangspunt genomen. Op een bol(vorm) als de aarde betekent dit dat de grootste breedtecirkel over het oppervlak de evenaar is en dat de breedtecirkels naar de polen toe steeds kleiner worden. Haaks daarop staan de lengtecirkels, die naar de polen toe steeds dichter bij elkaar komen. Lengte en breedte worden aangeduid in booggraden. De breedtecirkels tellen alle 360° (graden), ongeacht hun grootte. De lengtegraden (of meridianen) tellen elk 180°, en met hun spiegelbeeld aan de andere kant van de planeet dus weer 360°. Een graad telt 60 boogminuten, een boogminuut 60 boogseconden.
De 360° die de omtrek rond de aardbol meet, worden uitgezet door vanaf de nulmeridiaan in beide richtingen tot en met 180 te tellen. Op de 180e graad komen deze tellingen weer bij elkaar en zodoende is de aardbol in twee helften verdeeld, westelijk en oostelijk halfrond. Van een nulmeridiaan is er maar een, en hetzelfde geldt voor zijn spiegelbeeld, de 180°-lijn. Van de andere lengtegraden zijn er altijd twee, naar het westen aangeduid met westerlengte (WL), naar het oosten met oosterlengte (OL).
Amsterdam ligt op 4 graden en 53 minuten ten oosten van de nulmeridiaan (4° 53' OL), Brussel ligt iets minder ver naar het oosten, op 4° 21' 17" OL (4 graden, 21 minuten en 17 seconden). Een verschil in (kilo)meters is met deze methode lastig aan te geven, daar de lengtegraden over een bol naar de polen toe steeds dichter bij elkaar komen.

### Afstand is tijd, tijd is afstand
Aangezien de aarde in een etmaal om haar as draait, verstrijkt er per 15° geografische lengte (360/24) één uur. Andersom geldt dat als men tussen twee plaatsen een uur tijdsverschil waarneemt, deze dus 15 graden in de lengte uit elkaar liggen. In de Griekse oudheid gebruikte men onder meer maansverduisteringen om deze berekening te maken. Deze en andere astronomische verschijnselen kunnen op onderling ver van elkaar gelegen plaatsen gelijktijdig worden waargenomen. In later eeuwen produceerden astronomen nauwkeurige tabellen van voorspelbare verschijnselen aan de hemel, efemeriden genaamd. Hiermee kon op afgelegen plaatsen, zoals op open zee, een berekening gemaakt worden van het tijdsverschil en dus van de lengte. Deze methode was echter verre van nauwkeurig en had niet zelden rampzalige gevolgen.
Dit probleem werd in de achttiende eeuw verholpen met de uitvinding van de chronometer, die onder alle omstandigheden gelijk bleef lopen met de tijd op de nulmeridiaan. Een tweede klok, de scheepsklok, werd dagelijks aangepast aan de plaatselijke tijd, zodat het verschil meteen te zien was en de lengte te berekenen. Die scheepsklok werd afgesteld om 12.00 uur, als de zon op haar hoogste punt aan de hemel stond. Een meridiaan wordt ook vastgesteld aan de hand van die specifieke stand van de zon; de naam is afgeleid van het Latijnse woord voor middag, meridies. Zodoende was de nulmeridiaan vanaf de achttiende eeuw niet alleen de nullijn in afstand, maar ook in tijd.

### Landmeetkunde
Vanaf eind zeventiende eeuw hebben diverse (nationale) organisaties inspanningen verricht om landen of delen daarvan met wetenschappelijke precisie op te meten. Daarbij werd gebruikgemaakt van de principes van de driehoeksmeting en zo'n stelsel had belang bij een nulpunt of nullijn. In veel gevallen hebben bestaande, geaccepteerde nulmeridianen die rol vervuld.

## Eerste nulmeridianen

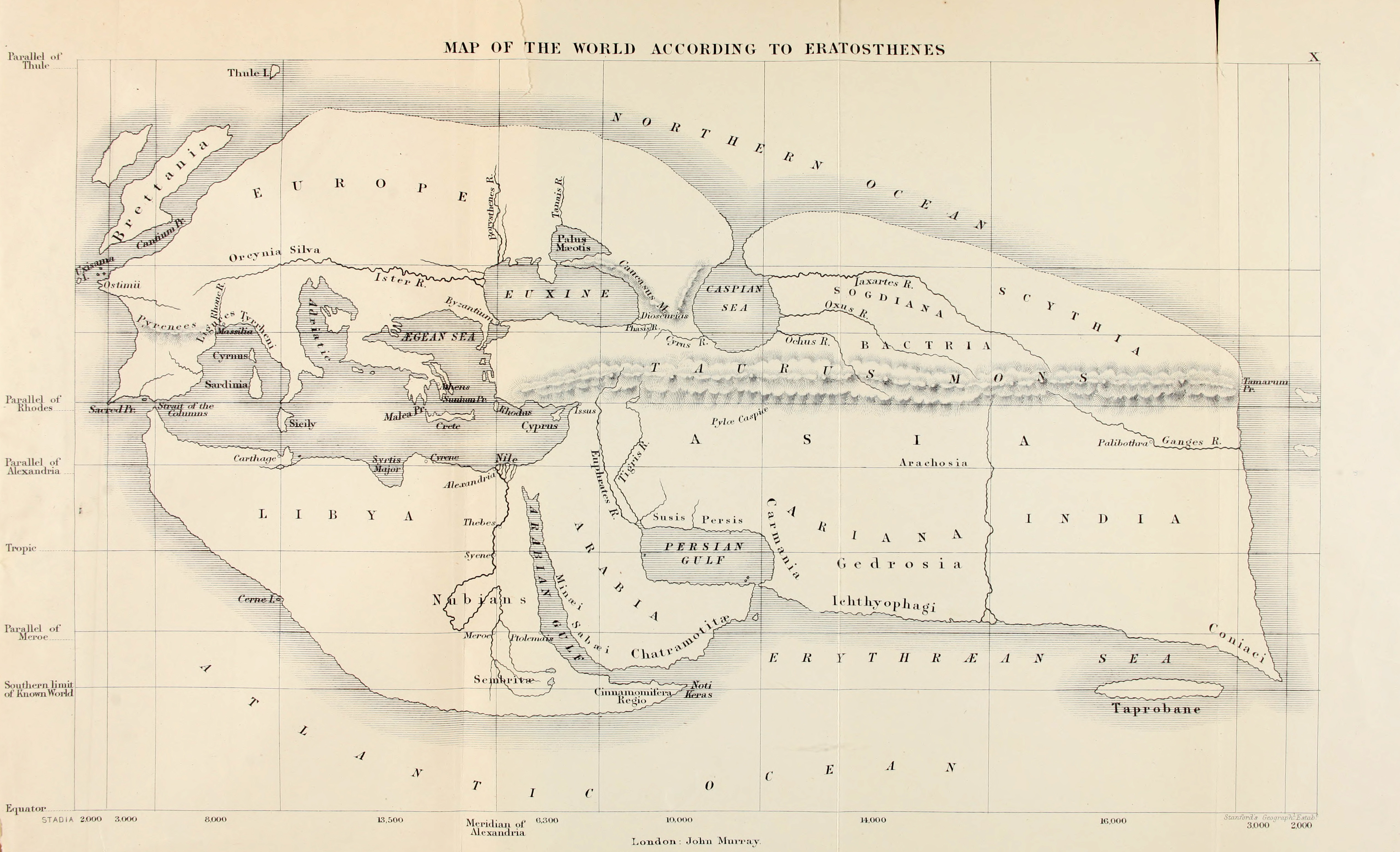
Negentiende-eeuwse reconstructie van de wereldkaart van Eratosthenes, ca. 194 v.Chr. Aswan, Alexandrië en Rhodos liggen -abusievelijk- op dezelfde meridiaan.

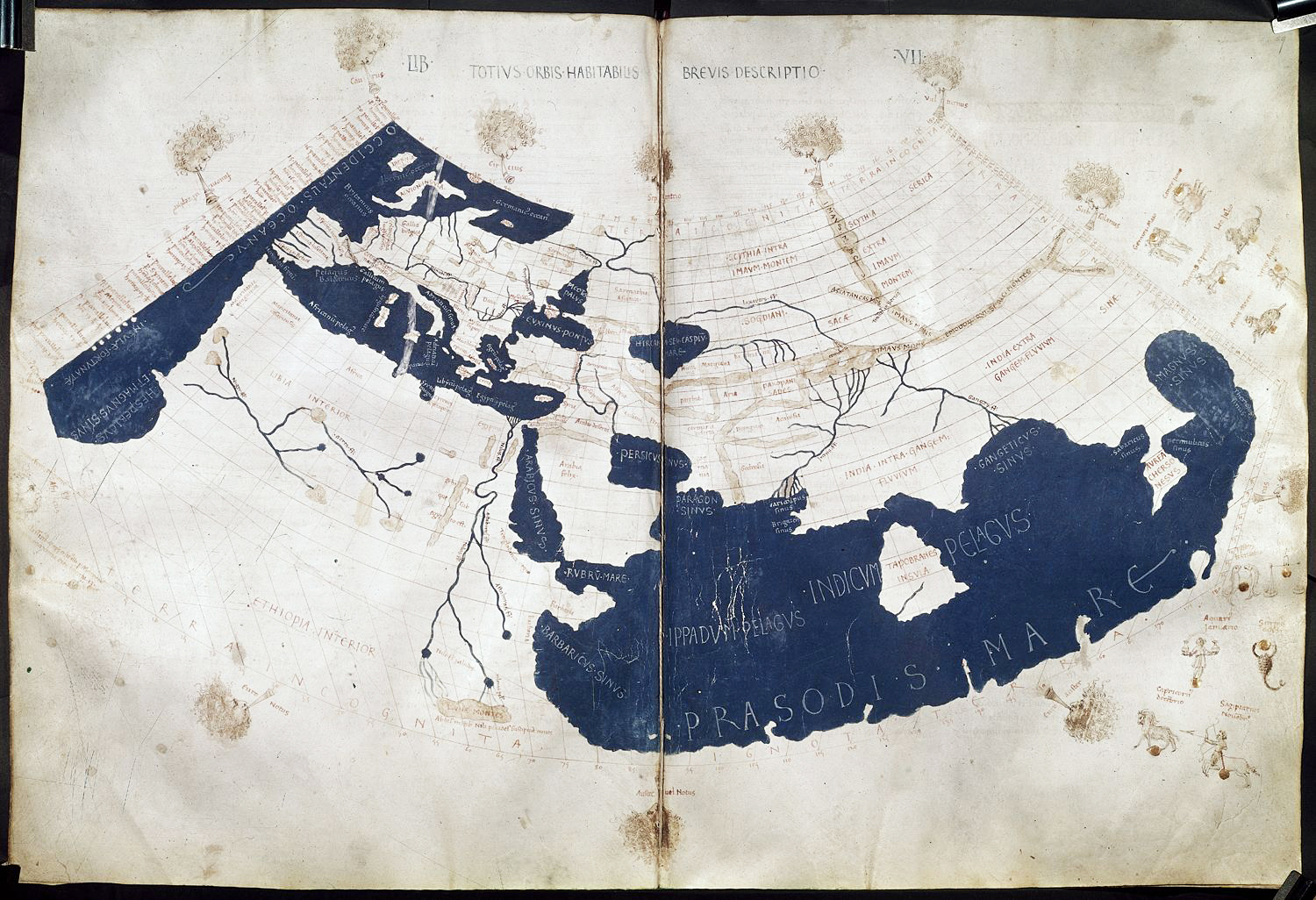
Wereldkaart (gereconstrueerd) van Ptolemaeus

### Alexandrië en Rhodos
Het geografische concept "lengte" vindt zijn oorsprong in de Oud-Griekse wetenschap ten tijde van de hellenistische periode (323-146 v.Chr.). Naast het op basis van waarnemingen schatten van de omtrek van de aarde in 240 v.Chr. moet de astronoom en geograaf Eratosthenes zich als eerste bezig hebben gehouden met het berekenen van de onderlinge afstand van toentertijd bekende steden. Hij hanteerde daarbij een nullijn door de plaats van zijn leven en werk: Alexandrië. Van deze meridiaan nam hij abusievelijk aan dat deze ook door Rhodos en Syene (Aswan) liep.
De eveneens oud-Griekse astronoom, geograaf en wiskundige Hipparchus (ca. 190-120 v.Chr.) bouwde voort op het werk van Erathostenes met betrekking tot het berekenen van afstanden en daarvoor introduceerde hij twee belangrijke vernieuwingen. Ten eerste bedacht Hipparchus de methode van de maansverduisteringen om geografische lengte te schatten. Ten tweede hanteerde hij voor het eerst een systeem van graden, minuten en seconden om de aarde mee te verdelen. Als nullijn gebruikte hij een meridiaan van Rhodos, mogelijk dezelfde misrekening makend als zijn voorganger.
Het was de Romeinse historicus, filosoof en geograaf van Griekse afkomst Strabo (ca. 64 v.Chr.–19 n.Chr.), van wie een groot deel van onze kennis over voornoemde twee wetenschappers stamt. In Boek II van zijn encyclopedie van de toenmalige bekende wereld, Geographika, geeft Strabo de tot dan toe opgebouwde kennis van onder andere meridianen weer. Verder geeft hij voor veel toen bekende steden een geografische lengte op basis van de meridiaan van Alexandrië.
De Grieks-Romeinse astronoom, wiskundige en geograaf Claudius Ptolemaeus (ca.90-168) schreef verscheidene verhandelingen over uiteenlopende wetenschappelijke onderwerpen. Hij hanteerde deels een meridiaan van Alexandrië als nullijn, maar nam ook de meridiaan van de "gezegende eilanden" over van de wiskundig-geograaf Marinus van Tyrus. Almagest is het eerste van de drie meest bekende werken van Ptolemaeus en gaat hoofdzakelijk over astronomie, maar het verwijst al naar zijn latere Geographia. In boek 2, sectie 13 van Almagest schrijft hij:
"[..] daar zullen we vermelden wat van elk van die steden de afstand in graden is [..] van de meridiaan door Alexandrië, ten oosten of westen gemeten langs de equator, want [Alexandrië] is de meridiaan waarvoor we de tijden van de posities [van hemellichamen] vaststellen."

### Ferro

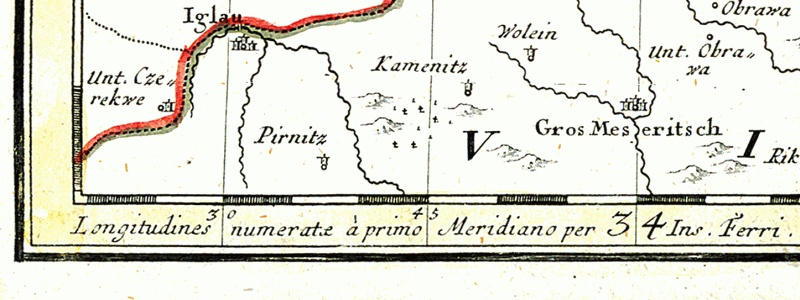
Detail van een kaart van Silezië uit 1746. Het onderschrift vermeldt: "Longitudines a Primo Meridiano per Insula Ferri."

In het genoemde Geographia, een rond het jaar 150 gemaakte atlas en verhandeling over de geografie, introduceerde Ptolemaeus een nieuwe nullijn, die net ten westen liep van wat de "fortunatae insulae" (gezegende eilanden) werd genoemd. Voor deze eilanden, die in de Griekse mythologie ook met het paradijs werden geassocieerd, hebben verschillende eilanden(groepen) kandidaat gestaan. Bij de herontdekking van de Canarische eilanden rond 1300 werd vrijwel meteen aangenomen dat dit de gezegende eilanden van Ptolemaeus waren. De eerste drukkers van het werk van Ptolemaeus, aan het eind van de zestiende eeuw, meenden dat de Griekse geograaf specifiek het eiland Ferro bedoelde, omdat dit het meest westelijke van die eilanden is. Zij moeten dan ook beschouwd worden als de naamgevers van de meridiaan van Ferro. Deze nulmeridiaan is tot ver na deze periode in (algemeen) gebruik geweest en op sommige landkaarten zelfs tot in de eenentwintigste eeuw.

### Kaap Verde en Kaapverdië
Het waren de Arabische wetenschappers die in de middeleeuwen de klassieke tradities hoog hielden. In het begin van de negende eeuw systematiseerde en corrigeerde Al-Chwarizmi het werk van Ptolemaeus, waarbij hij een nulmeridiaan trok langs de oostelijke grens van de Middellandse Zee. Hoewel andere Arabische cartografen deze meridiaan gehanteerd moeten hebben, kwam hij nooit echt in zwang. Twee eeuwen later meldde Al-Biruni (973-1048) dat een nullijn in het uiterste westen nog immer gebruikelijk was. Toch zou er verwarring bestaan over welk uiterste precies bedoeld werd. Sommigen namen Kaap Verde als meest westelijke punt van Afrika, anderen een van de Kaapverdische eilanden, zo'n 450 km naar het westen. Op basis van gegeven afstanden en berekeningen betogen sommige wetenschappers dat Ptolemaeus met de gezegende eilanden al de Kaapverdische moet hebben bedoeld.

## Renaissance en vroegmoderne tijd

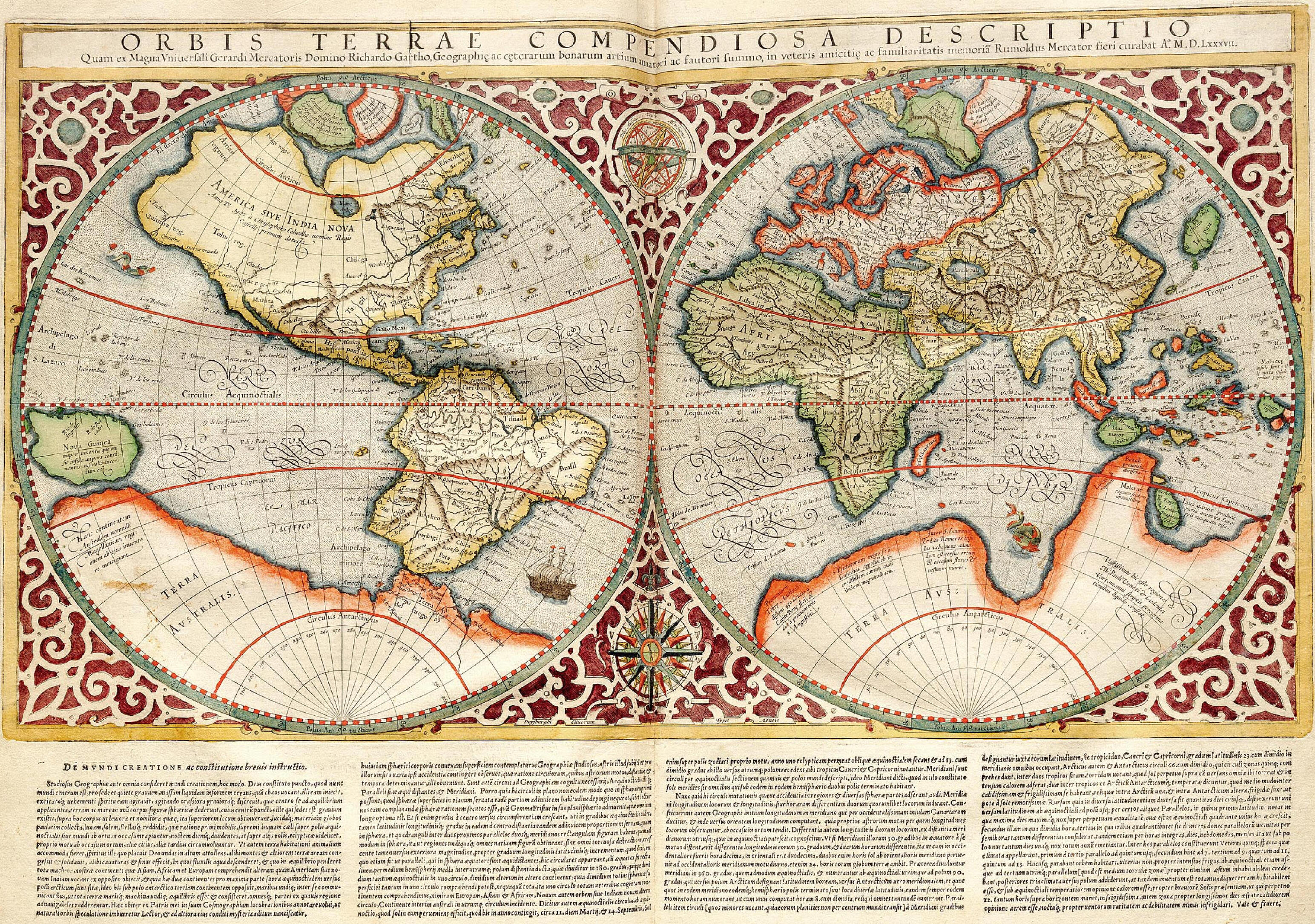
Wereldkaart van Mercator uit 1596, met een nulmeridiaan op 25° WL, ofwel langs het eiland Santa Maria

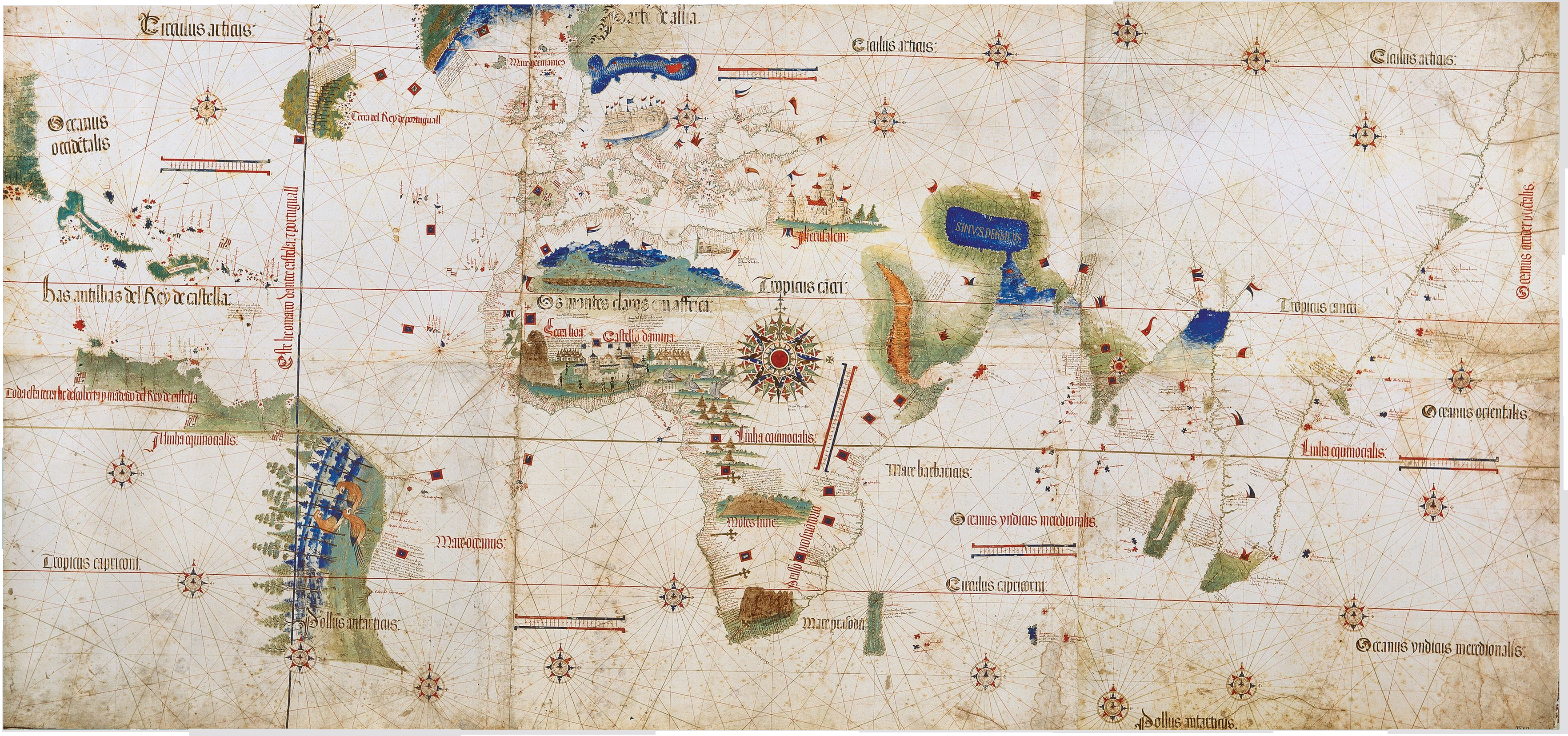
De Cantino-planisfeer, ca. 1500, op basis van de meridiaan van Jeruzalem (windroos, midden). De meridiaan links scheidt de Spaanse en Portugese invloedssferen zoals vastgelegd in het Verdrag van Tordesillas

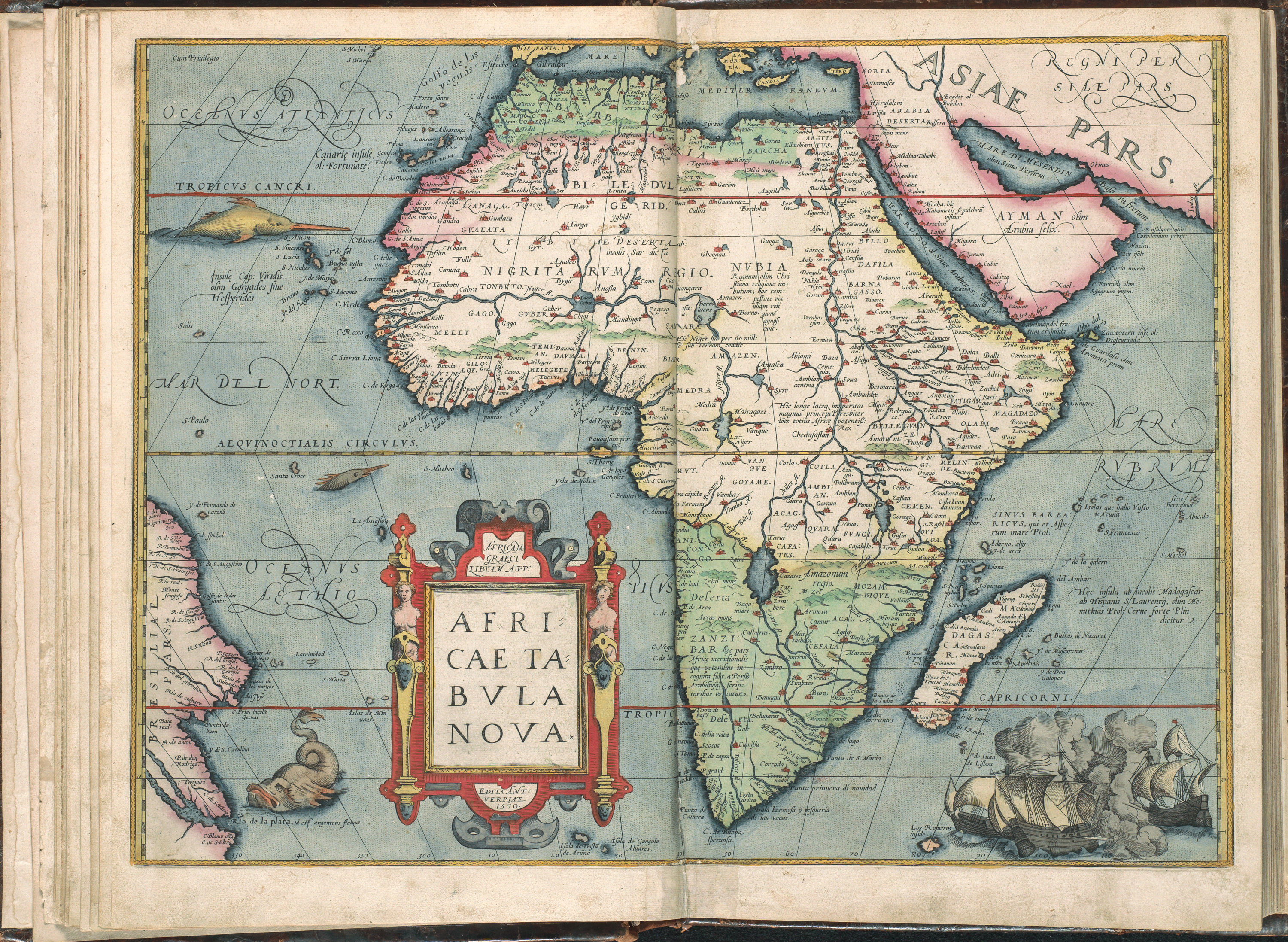
Kaart van Afrika uit de Theatrum Orbis Terrarum van Abraham Ortelius uit 1571: meridiaan van Kaapverdië

### Cartografen uit de Lage landen
Voor de ontwikkeling van de cartografie waren de cartografen uit de Lage Landen, als Mercator, Hondius en Willem Blaeu, van groot belang. In eerste instantie hanteerde Mercator een nulmeridiaan door het Canarische eiland Fuerteventura, later plaatste hij zowel de Canarische eilanden als de Azoren op zijn nullijn. In beide gevallen was de invloed van Ptolemaeus nog sterk herkenbaar. In 1569 verplaatste Mercator zijn nulmeridiaan naar Boa Vista in Kaapverdië, waarmee hij als een van de eersten het idee van de magnetische meridiaan vorm gaf (zie onder). Anderen trokken hun nullijnen door Corvo, Santiago in Kaapverdië of Palma. Het vaststellen van de exacte lengtegraad van deze eilanden zonder een sterrenwacht was toentertijd bepaald een uitdaging.

#### Antwerpen
Een enkele bron meldt de mogelijkheid dat men met een meridiaan van Antwerpen heeft gewerkt. De Nederlandse arts en wiskundige Gemma Frisius schreef in 1533:
[..] ende ic maeck van desen puncte wederom eenen circule, den welcken ick deyle byden Meridiaen, verschillende vanden Meridiaen van Antwerpen overal even verre, [..].
Frisius was de eerste die een beschrijving maakte van de toepassing van driehoeksmeting als geografisch instrument, een werkwijze die al iets eerder door Jacob van Deventer was toegepast. In de Onze-Lieve-Vrouwekathedraal te Antwerpen loopt op de vloer een messing strip. Dit is een meridiaanlijn, een aan meridianen verwante soort zonnewijzer. Of dit ook de locatie is van de door Frisius gebruikte meridiaan valt thans niet met zekerheid vast te stellen. Mercator bracht de inzichten van zijn leermeester Frisius in praktijk: door meting van de afstanden en hoeken tussen de kerktorens van Antwerpen, Mechelen en Leuven tekende hij via driehoeksmeting een juiste geografische kaart van delen van de Nederlanden.

### Warschau, Sint-Petersburg en andere
Indien cartografen niet een versie van de klassieke meridiaan van Ptolemaeus hanteerden, dan gebruikten zij meest referentielijnen door de hoofdstad van hun vaderland of door sterrenwachten die her en der werden gesticht. Voorbeelden daarvan zijn de meridiaan van Toledo, die van Warschau en de meridiaan van het Pulkovo Observatorium in Sint-Petersburg in Rusland. De door Tycho Brahe (1546-1601) verrichte waarnemingen langs de meridiaan van Uraniborg hielpen Johannes Kepler bij het formuleren van zijn wetten. Ook diens Rudolfijnse tafels, een soort efemeriden, werden op deze meridiaan gebaseerd.
Buiten Europa was de meridiaan van Ujjain vanaf de vierde eeuw in gebruik bij astronomen in India, doch dezen gebruikten hem uitsluitend als astronomisch ijkpunt voor de tijdmeting. Arabische geografen moeten deze lijn wel als nulmeridiaan hebben gebruikt, waarbij ze zowel de geografische locatie als de naam verhaspelden. Ze plaatsten de stad abusievelijk op de evenaar, zo'n 10 graden te ver naar het westen en noemden haar Arin. In de twaalfde eeuw bedacht de Joods-Spaanse dichter en filosoof Juda Halevi het concept van een datumgrens als middel om te bepalen wie wanneer de sabbat diende te respecteren. Hij plaatste deze op 90° ten oosten van Jeruzalem, waarmee een nullijn door die stad wordt geïmpliceerd. De Orthodoxe Kerk berekent tegenwoordig nog de Paasdatum aan de hand van de maanstanden op de meridiaan van Jeruzalem.
Voor het verdrag van Tordesillas uit 1494 werd een demarcatielijn door de Atlantische Oceaan getrokken, die de koloniale invloedssferen van Spanje en Portugal moest scheiden. Deze lijn werd door cartografen van beide landen nog enige tijd als nulmeridiaan gebruikt.

### Magnetische meridiaan
Het kompas, een Chinese uitvinding die Europa eind twaalfde eeuw bereikte, bleek al snel een uiterst nuttig instrument voor de scheepvaart. Dat de magnetische pool, waarnaar een kompasnaald wijst, niet precies met de geografische pool overeenkomt, was in die tijd onbekend. Bovendien is deze afwijking in Europa niet bijzonder groot en betreft dit een periode waarin het instrument zelf nog niet van de hoogste kwaliteit was.
Begin zestiende eeuw was het kompas flink verbeterd en inmiddels zeilde men de Atlantische Oceaan over. Op een reis in westelijke richting neemt de afwijking van de magnetische met de geografische pool eerst flink af, om daarna toe te nemen tot een veel groter verschil dan in Europa kan worden waargenomen. In die tijd ontstond het idee dat er een door de schepping ingegeven nulmeridiaan zou bestaan, die de magnetische polen met elkaar verbond en waarop men geen afwijking met de geografische polen zou waarnemen. De meridiaan van Boa Vista die door Mercator werd gehanteerd, was gebaseerd op deze gedachte, daar hij in het gebied lag waar geobserveerde kompasafwijkingen relatief klein of zelfs nul waren. Verscheidene cartografen van de zestiende en begin zeventiende eeuw, zoals Abraham Ortelius en Jodocus Hondius, sloten zich bij hun voorganger aan en plaatsten de magnetische meridiaan in de Azoren, zij het op wisselende locaties. Die plekken waren aan verandering onderhevig omdat waarnemingen van de magnetische afwijking niet steeds dezelfde resultaten opleverden. Later werd duidelijk dat de magneetafwijkingen niet parallel liepen met welke meridiaan dan ook en Willem Blaeu was begin zeventiende eeuw reeds een invloedrijk criticus. In 1635 toonde de Engelse wiskundige Henry Gellibrand aan dat het aardmagnetisch veld niet statisch is en de magnetische polen daarom regelmatig iets verschuiven. Daarmee kwam goeddeels een eind aan het idee van de magnetische meridiaan.

#### Tenerife
Na het wegvallen van de magnetische meridiaan experimenteerden cartografen uit de Lage Landen met een veelheid aan locaties voor hun meridianen. Vanaf 1640 maakten verscheidene kaartenmakers gebruik van de meridiaan van Tenerife en vanaf 1662 nam dit gebruik sterk toe. In 1787 kreeg deze meridiaan officieel ondersteuning van de Admiraliteit van Amsterdam.

### Parijs

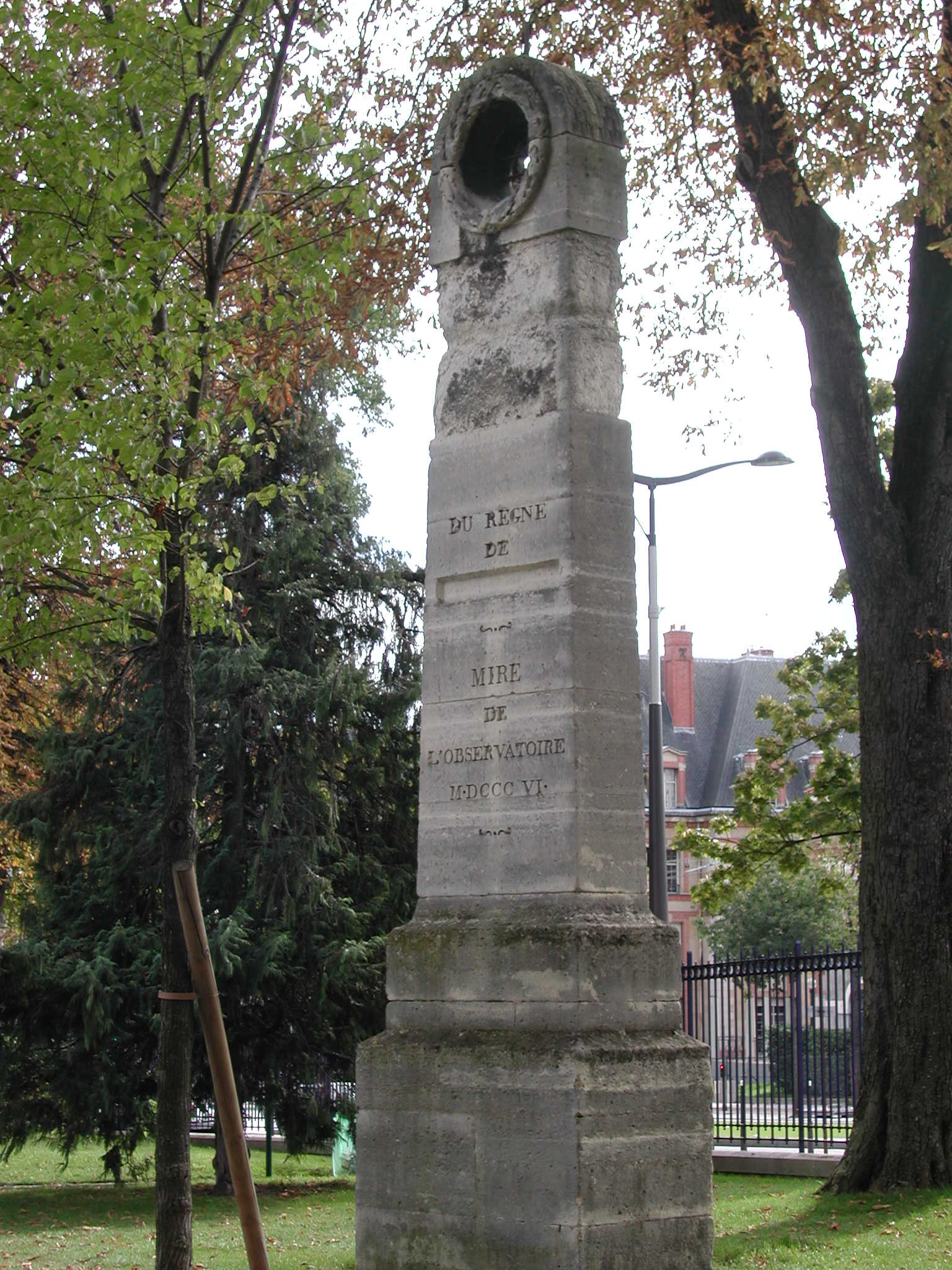
Een baak markeert de meridiaan van Parijs in het park Montsouris

Hoewel Frankrijk nog in 1634 bij koninklijk decreet de meridiaan van Ferro als nationale standaard had vastgelegd, kregen nationalistische sentimenten ook hier de overhand. In 1666 gaf Lodewijk XIV van Frankrijk opdracht voor de bouw van een nieuw astronomisch observatorium. Een van de hoofdtaken van deze instelling zou het nauwkeurig meten van lengtegraden moeten worden. Op midzomerdag 1667 tekenden leden van de Académie des Sciences de contouren van het observatorium in de grond, nabij de abdij van Port-Royal, toentertijd net buiten Parijs. De eminente astronoom Jean Picard trok daarop een noord-zuid georiënteerde lijn door het midden van de schets. Deze lijn zou een kleine 250 jaar door Franse zeelieden en cartografen als nulmeridiaan worden gebruikt.
In 1679 startten in Frankrijk inspanningen om met behulp van driehoeksmeting het hele land op te meten en in kaart te brengen, waarbij de meridiaan van Parijs als referentielijn werd gebruikt. Een meting langs deze meridiaan tussen 1792 en 1799 stond aan de basis van het formuleren van de door de Fransen geïntroduceerde standaardmaat meter.

### Greenwich
De meridiaan van Greenwich is in 1685 vastgelegd door de Engelse astronoom John Flamsteed. Flamsteed werd in 1675 door koning Karel II als eerste benoemd tot Astronomer Royal en daarmee was hij ook directeur van het Koninklijk Greenwich Observatorium, dat in 1676, 10 jaar na de Franse tegenhanger, werd geopend. Hierna is de meridiaan een paar maal iets naar het oosten verplaatst, omdat er iedere keer een nieuwere meridiaankijker werd aangeschaft, om met George Biddell Airy in 1851 zijn huidige positie te krijgen. Vanwege het belang van de zeevaart voor de natie legde het Observatorium van Greenwich zich onder andere toe op het publiceren van zeer nauwkeurige astronomische tabellen. Mede hierdoor werd de meridiaan van Greenwich eind negentiende eeuw door zo'n 70% van de internationale scheepvaart gebruikt.

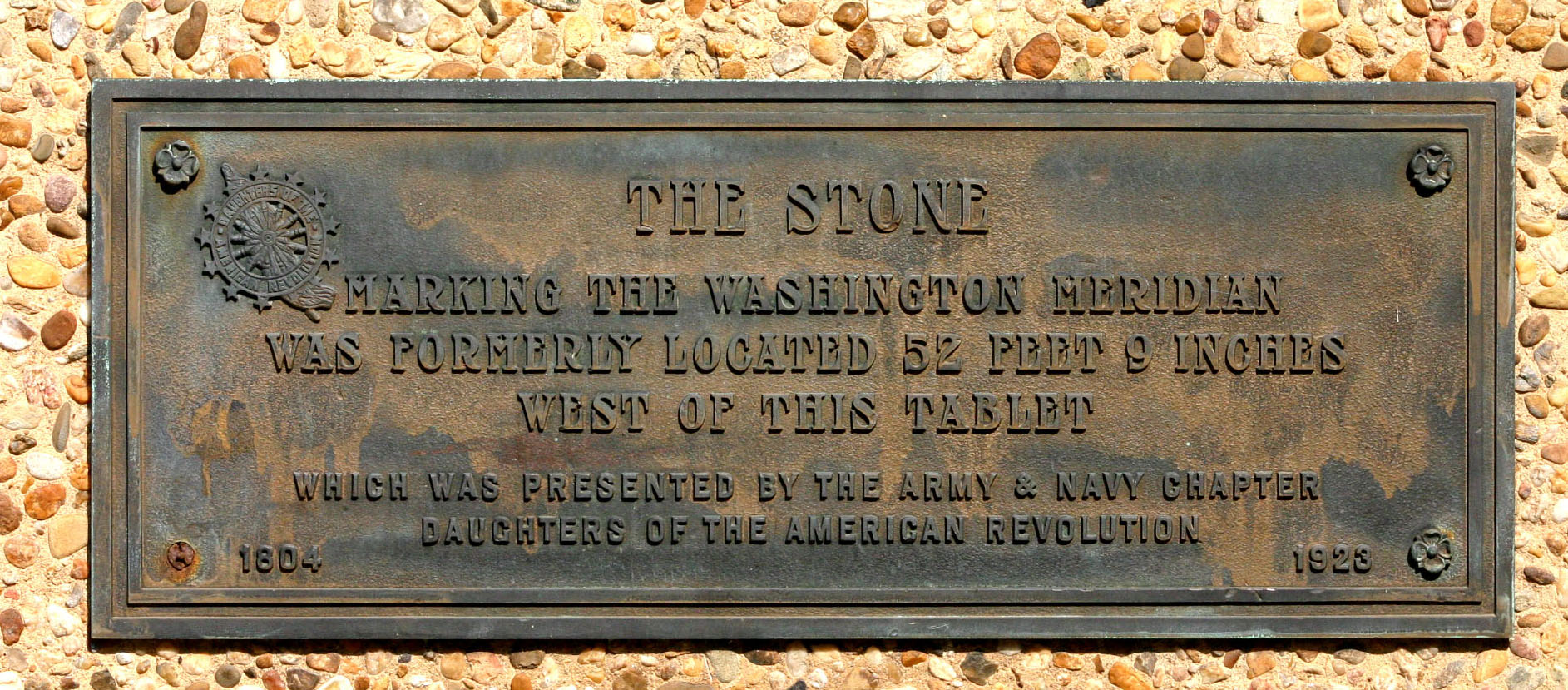
Plaquette ter herinnering aan de meridiaan van Washington

### Washington
In de Verenigde Staten suggereerde de architect Pierre Charles L’Enfant het instellen van een nulmeridiaan in de tijd dat hij het stadsplan voor de hoofdstad Washington D.C. ontwierp, in 1791. De meridiaan van Washington werd uitgezet door het "Congress House" (tegenwoordig het Capitool) en vervolgens werden er nog drie berekend. Die door het oude "Naval Observatory" was de meest gangbare en in 1850 kreeg hij een wettelijke basis voor landkaarten, waarbij die van Greenwich voor nautische doeleinden diende te worden gehanteerd.

## Verandering van functie

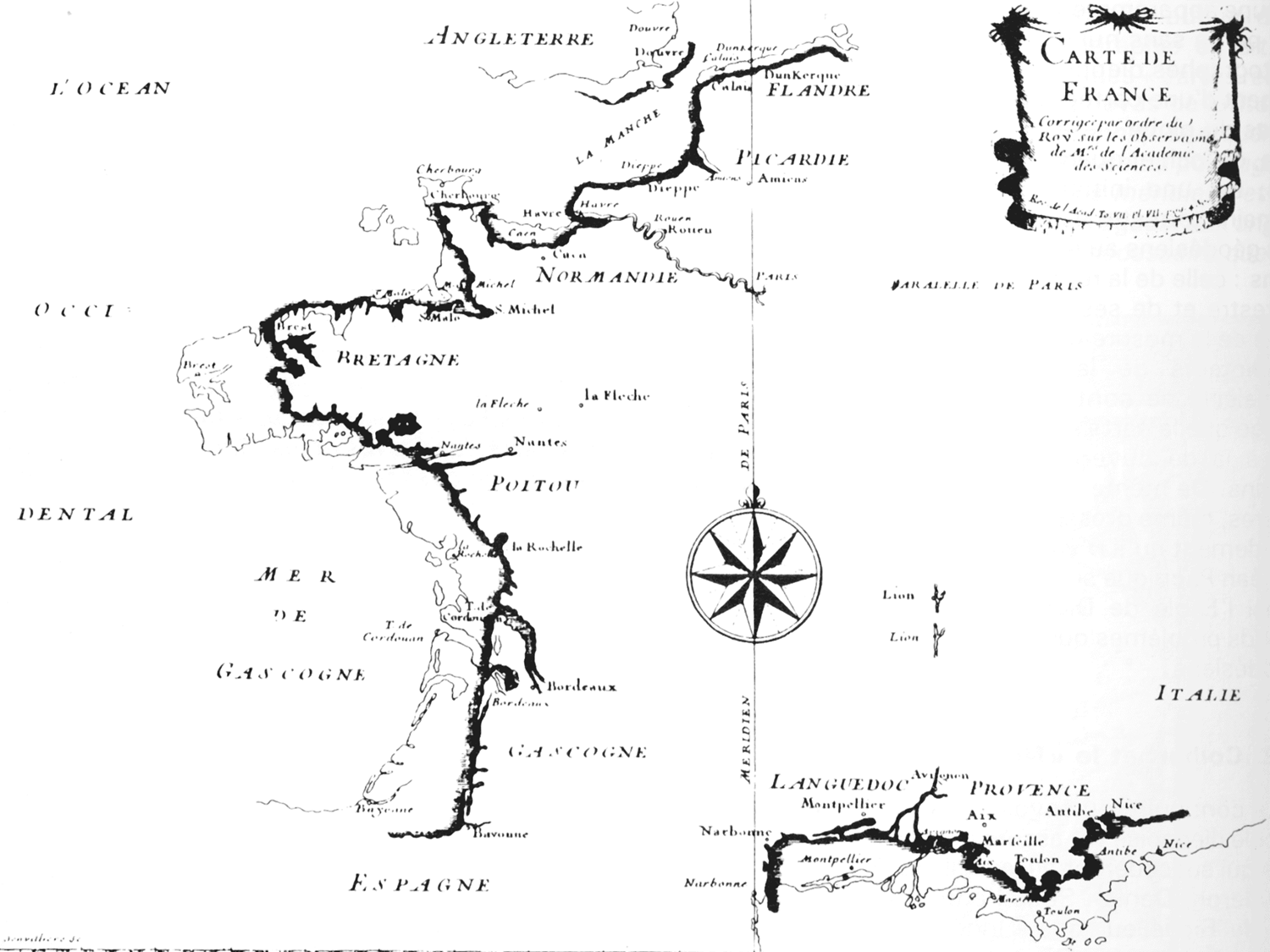
Een van de eerste kaarten van delen van Frankrijk die met behulp van triangulatie tot stand kwamen. De dunne lijnen geven aan waar de kustlijn zich vóór die metingen verondersteld werd te bevinden

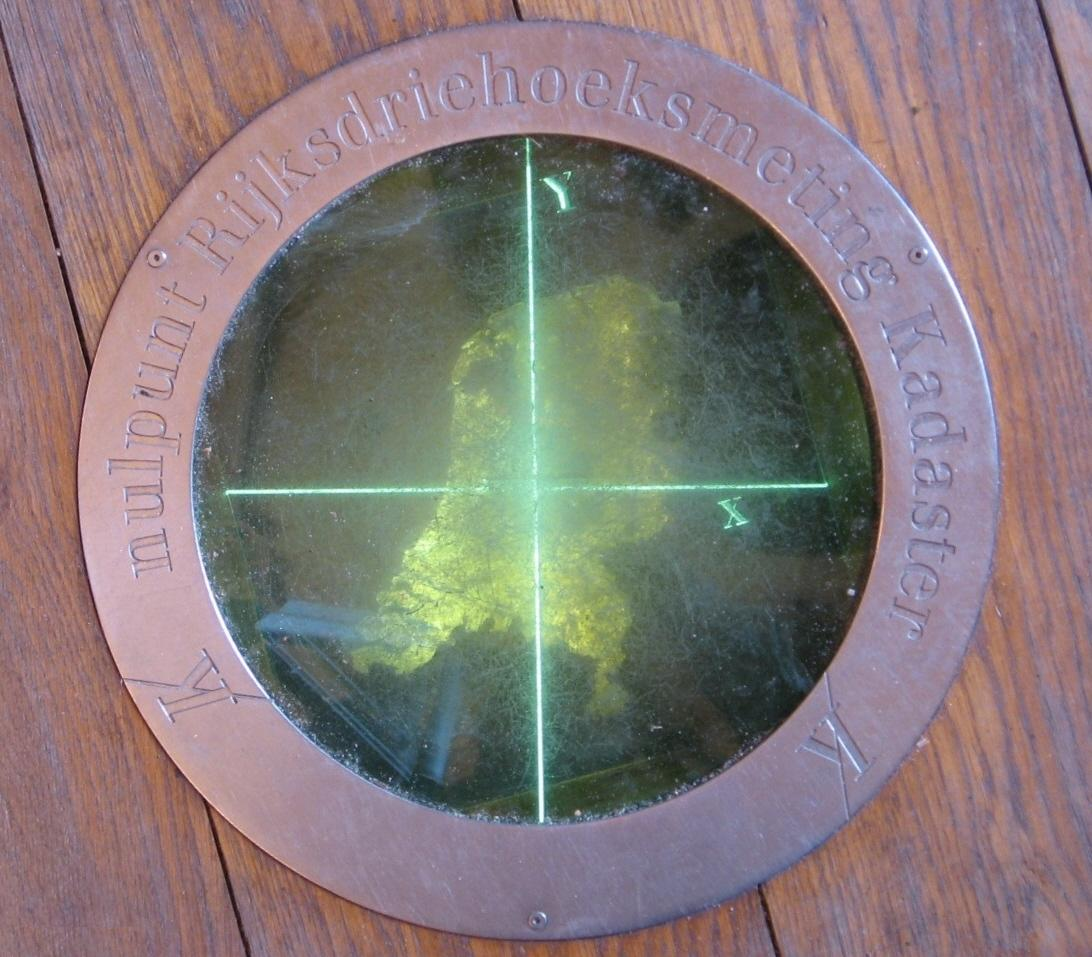
Markering in de OLV-toren in Amersfoort, die symbolisch het referentiepunt van het Rijksdriehoeks-coördinatenstelsel aangeeft

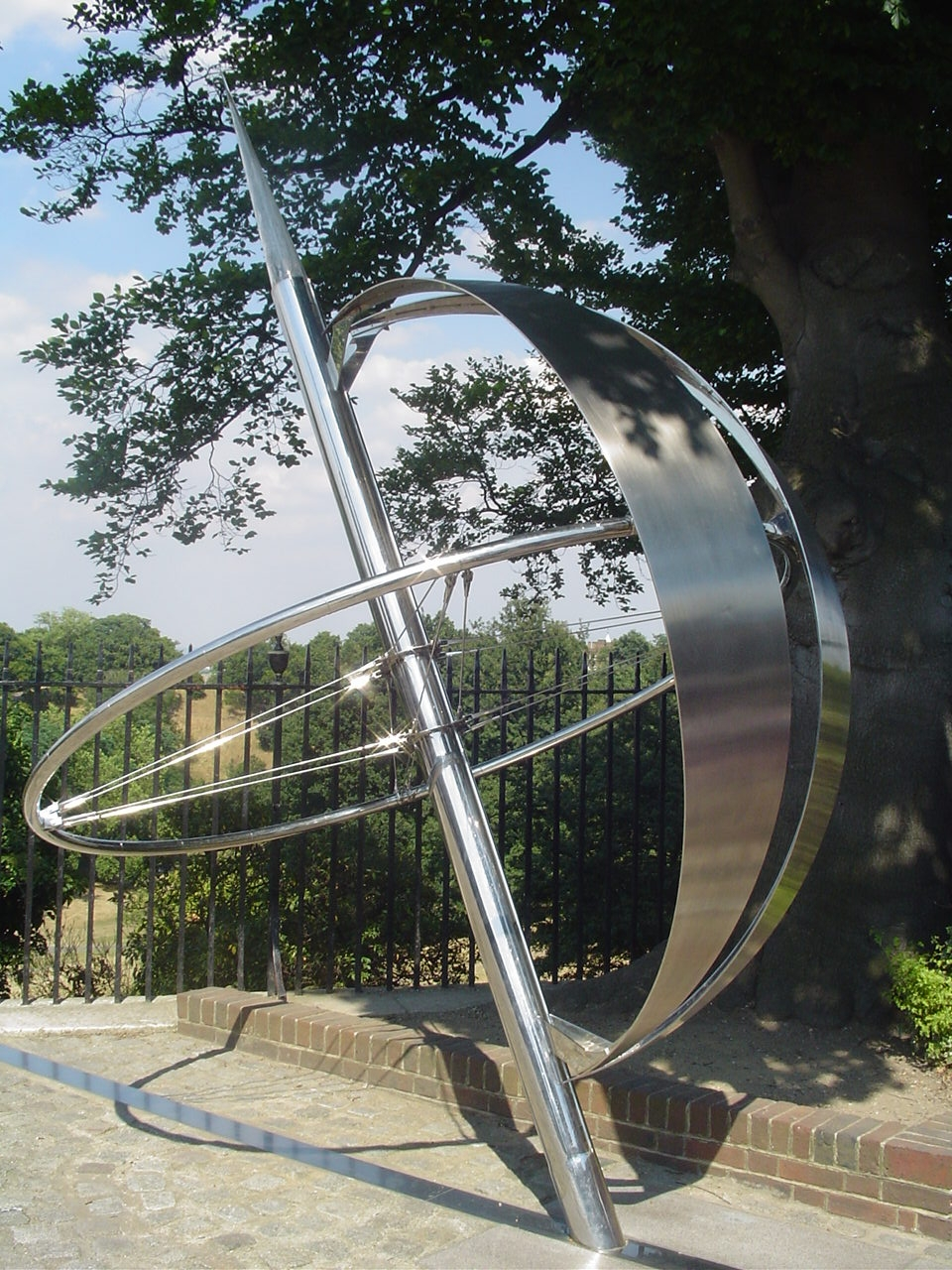
Monument voor de meridiaan van Greenwich. De meridiaan zelf is in het plaveisel aangegeven

De hierboven beschreven periode laat zich wellicht omschrijven als de "Gouden Eeuw" van de meridianen op het terrein van de zeevaart en de bijbehorende cartografie. Vanaf de achttiende eeuw traden er veranderingen op in het nut dat deze nullijnen hadden en de meest essentiële daarvan is de factor tijd. Met de komst van de chronometer werd navigatie op zee een stuk betrouwbaarder. Om daar lengtegraden mee te berekenen, hadden zeevaarders niet zozeer behoefte aan een geografische nullijn, als wel een ijkpunt in de tijd.
Nog lang nadat de meridiaan van Greenwich voor het eerst was ingesteld (in 1685) en op basis daarvan Greenwich Mean Time, was er in die plaats een verschil van 9 seconden met de tijd in Centraal-Londen en van wel 16 minuten met die in de havenstad Plymouth. Door heel Engeland werden, net als overal ter wereld, lokale tijdrekeningen in stand gehouden en fervent verdedigd. In de tijd dat men zich te voet of per paard en wagen verplaatste, was dit onhandig maar niet onoverkomelijk. Doch met de komst van de spoorwegen aan het begin van de negentiende eeuw werd het ronduit ondoenlijk. Hier was standaardisatie geboden, en daarmee een ijkpunt.
Daarnaast werden vanaf eind zeventiende eeuw in Europa, en later daarbuiten, projecten ondernomen om door middel van driehoeksmeting gebiedsdelen en zelfs hele landen op te meten en in kaart te brengen. Ook deze systemen hadden alle behoefte aan referentielijnen en in een aantal gevallen vervulde een bestaande meridiaan deze rol.

### Amsterdam en Amersfoort
In Nederland heeft men de Westertoren te Amsterdam vroeger als referentie gebruikt, hoewel de meridiaan van Amsterdam oorspronkelijk werd berekend in de sterrenwacht boven op de "tempel van de Verlichting" Felix Meritis. Van 1909 tot 1937 gold hij als ijkpunt bij het bepalen van de wettelijke Nederlandse tijd, die op 1 mei 1909 om middernacht in werking trad. Van ca. 1900 tot heden heeft de Onze Lieve Vrouwetoren in Amersfoort een speciale betekenis: de spits van de toren is het referentiepunt en projectiecentrum van het Nederlandse stelsel van de Rijksdriehoeksmeting (RD), het officiële coördinatenstelsel van Nederland dat door het Kadaster onderhouden wordt. Het is echter niet de nulmeridiaan en sinds een herziening, die tot 1978 duurde, is het om praktische redenen ook geen nulpunt meer. Het nulpunt ligt tegenwoordig in Noordwest Frankrijk, zodat alle coördinaten in Nederland een positieve waarde hebben en de y-waarden altijd groter zijn dan de x-waarden.

### Rome
Cartografen en zeelieden uit Italië hebben naast die van Ferro een meridiaan van Pisa en eentje van Genua gebruikt. Midden negentiende eeuw tekende de dominantie van Greenwich bij de internationale navigatie zich reeds af. De in 1872 geïntroduceerde meridiaan van Rome had eigenlijk alleen nog een functie bij het maken van topografische landkaarten. Tot midden twintigste eeuw is deze nullijn officieel in gebruik geweest. Het observatorium van Rome ligt op de heuvel Monte Mario, die zich iets ten noorden van Vaticaanstad bevindt, zodat deze nullijn ook door de tuinen van het Vaticaan loopt.

### Internationale standaard
Nadat veel landen zich vanwege de tijdrekening over een nationale standaard hadden gebogen, volgde als vanzelf de wens om tot een internationale te komen. Daarnaast waren er wereldwijd tientallen nulmeridianen in gebruik, waarbij sommige landen er zelfs vier, vijf of zes als "officieel" hadden aangemerkt. Tijdens meerdere internationale bijeenkomsten in de tweede helft van de negentiende eeuw werd op het instellen van een wereldstandaard aangedrongen.
In 1884 werd op uitnodiging van de Amerikaanse president de Internationale Meridiaanconferentie belegd, waarop een grote meerderheid van landen instemde met het gebruik van de meridiaan van Greenwich als internationale standaard. De Brazilianen en de Fransen onthielden zich van stemming en de laatsten bleven hun meridiaan (die van Parijs) gebruiken tot 1911/1914 voor wat betreft tijdrekening, respectievelijk navigatie. Hierna sloot ook Frankrijk zich aan bij de wereldstandaard.
Op deze conferentie werd ook besloten dat een dag 24 uur zou tellen, te beginnen om 0.00 uur, waarbij het middaguur op de meridiaan van Greenwich leidend zou zijn en de internationale datumgrens dientengevolge op 180° kwam te liggen.

### De IERS referentiemeridiaan

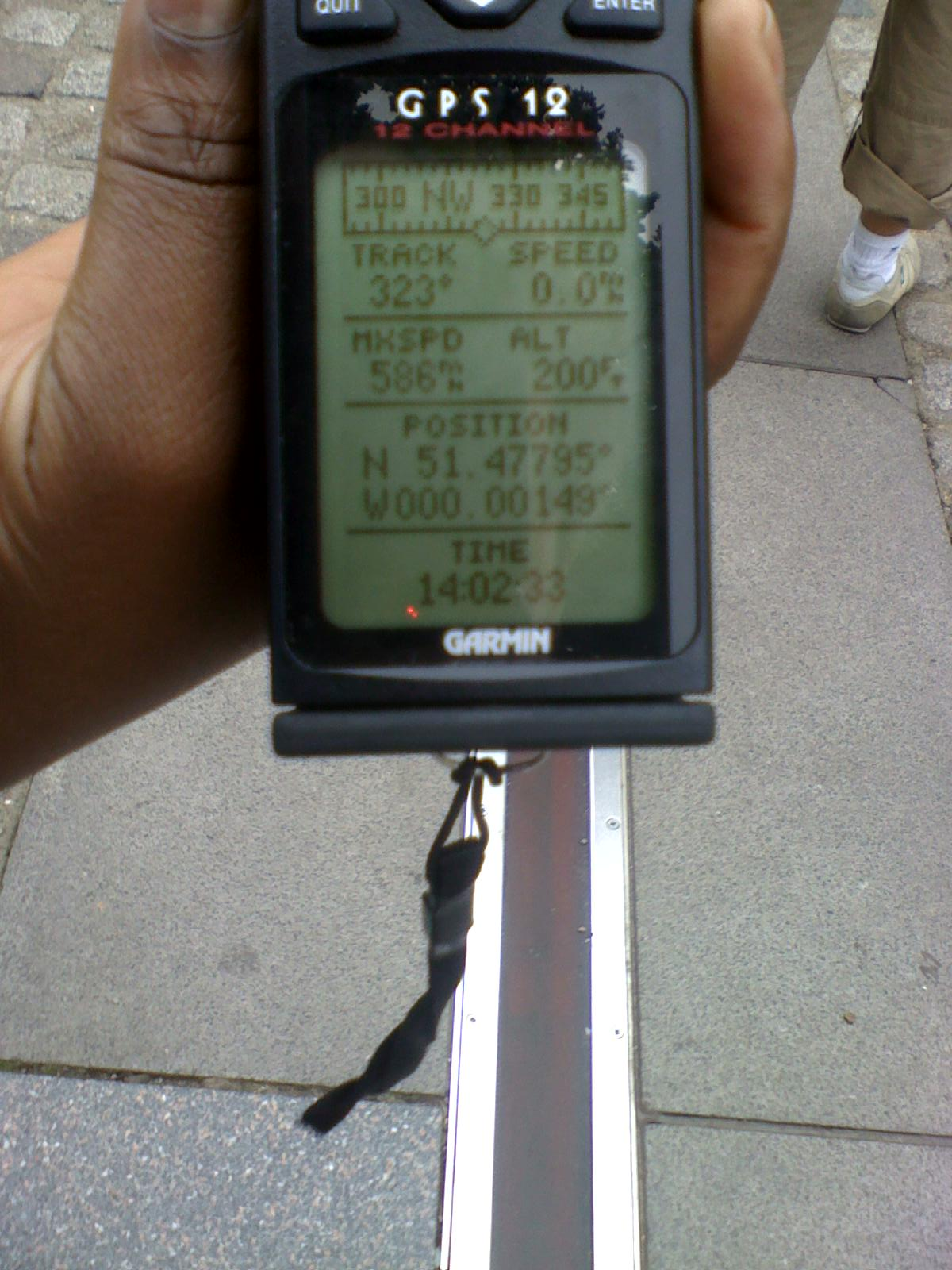
De Greenwichmeridiaan is niet exact de nulmeridiaan voor GPS-metingen

Technische ontwikkelingen binnen de geografische wetenschap hebben in de twintigste eeuw tot nieuwe wetenschappelijke inzichten geleid, zoals platentektoniek en de bepaling van de vorm en grootte van de aarde (geodesie). Hierdoor ontstond er behoefte aan een nieuw referentiemodel van de aarde. De exacte vorm van de aarde valt niet met een eenvoudig wiskundig model te beschrijven. Daarom wordt deze benaderd met een ellipsoïde die zo goed mogelijk op de aarde gepast wordt met een geodetisch datum. Voor metingen op het land worden nog veel lokale modellen gehanteerd, die soms beter aansluiten bij plaatselijke omstandigheden.
Door ontwikkelingen in de ruimtevaart, waarbij satellieten voor nieuwe meetresultaten zorgden, was een nieuwe wereldstandaard wenselijk. Vanaf de jaren 50 hebben diverse instanties bijgedragen aan het formuleren van een universele standaard voor plaatsbepaling op aarde, zoals het wetenschappelijke geodetisch coördinatensysteem ITRS en het meer toegankelijke WGS 84 dat gebruikt wordt door gps. Elk geodetisch systeem heeft een nulmeridiaan en die van het ITRS is de IERS referentiemeridiaan. Deze kwam in 1969 tot stand, op basis van metingen met behulp van het eerste satellietnavigatiesysteem (TRANSIT). Hij werd gekoppeld aan een voorganger van ITRS, waarvan men meende dat deze aan de meridiaan van Greenwich was geijkt. Na metingen in het Observatorium van Greenwich echter, bleek hij 5,3 boogseconden meer naar het oosten te liggen, hetgeen zich op de breedtegraad van die plaats laat vertalen als een verschil van bijna 102 meter. Lange tijd werd aangenomen dat de afstand tussen Greenwich en de Verenigde Staten in de negentiende eeuw niet helemaal correct was bepaald. In augustus 2015 werd aangetoond dat een kwikbed, dat gebruikt werd om de meridiaankijker perfect verticaal op te stellen, beïnvloed wordt door lokale afwijkingen in het zwaartekrachtveld van de Aarde.
Deze wetenschappelijke meridiaan is in de laatste twee decennia van de twintigste eeuw door steeds meer organisaties als standaard geaccepteerd, waaronder de IERS, waarnaar hij thans genoemd wordt.
De standaardtijd wordt inmiddels met atoomklokken bepaald, maar door het invoeren van schrikkelsecondes wordt ervoor gezorgd dat deze synchroon blijft lopen met de aardrotatie en de middelbare zonnetijd in Greenwich.

### Andere nullijnen
Dat er een wereldstandaard is, betekent niet dat zij op dit moment de enige gebruikte referentielijn is. Integendeel: er zijn er mogelijk honderden. Ieder geodetisch datum heeft een referentielijn en velen hanteren die van Greenwich, en in toenemende mate die van de IERS, maar de exacte ligging van deze meridiaan verschilt al snel een paar centimeter of zelfs een paar kilometer. Wetenschappelijke publicaties en kenniscentra geven doorgaans voor zo'n geodetisch datum een omrekenmodel, waarmee hij aan het IERS gekoppeld kan worden (coördinatentransformatie).

## Nulmeridianen op andere hemellichamen
Net als op aarde is de keuze voor een nulmeridiaan op een ander hemellichaam in essentie een arbitraire beslissing. Voor de maan is een lijn gekozen midden door de zichtbare kant ervan. Zij passeert de inslagkrater Bruce op korte afstand. Op Mars loopt de referentielijn door de krater Airy-0, die deel is van de naar George Biddell Airy (zie:Greenwich) genoemde krater Airy. Ook op andere manen, planeten en zelfs de zon zijn nulmeridianen gedefinieerd.

## In literatuur
- Het boek Twintigduizend mijlen onder zee van Jules Verne dateert uit 1870, en in die tijd was de meridiaan van Greenwich nog geen wereldstandaard. De schrijver vraagt aan kapitein Nemo welke nulmeridiaan hij hanteert, om zo te achterhalen uit welk land de kapitein afkomstig is. Nemo trapt er echter niet in, hij noemt de meridiaan van Parijs omdat de schrijver uit Frankrijk komt.
- In het stripalbum De schat van Scharlaken Rackham door Hergé bemerkt Kuifje, dat ze verkeerd zoeken naar de schat op basis van de nulmeridiaan van Greenwich, terwijl ridder Hadoque de meridiaan van Parijs hanteerde.
- In Umberto Eco's roman Het eiland van de vorige dag strandt de edelman Roberto de La Grive met zijn schip voor de kust van een eiland. Hij concludeert aan de hand van de nulmeridiaan dat tussen het schip en het eiland de datumgrens moet lopen, waarop hij een groot aantal overpeinzingen over tijdreizen maakt.[33]